# Рослэр-Странд
Рослэр-Странд (англ. Rosslare Strand, также Rosslare; ирл. Ros Láir, «середина полуострова») — (переписной) посёлок в Ирландии, находится в графстве Уэксфорд (провинция Ленстер).
Местная железнодорожная станция была открыта 24 июня 1882 года.

## Демография
Население — 1359 человек (по переписи 2006 года). В 2002 году население составляло 1145.
Данные переписи 2006 года:
| Общие демографические показатели |               |                               |                               |      |      |
| Всё население                    | Всё население | Изменения населения 2002—2006 | Изменения населения 2002—2006 | 2006 | 2006 |
| 2002                             | 2006          | чел.                          | %                             | муж. | жен. |
| 1145                             | 1359          | 214                           | 18,7                          | 634  | 725  |

В нижеприводимых таблицах сумма всех ответов (столбец «сумма»), как правило, меньше общего населения населённого пункта (столбец «2006»).
| Религия (Тема 2 — 5 : Число людей по религиям, 2006) |             |                |             |            |       |      |
| Католики, чел.                                       | Католики, % | Другая религия | Без религии | не указано | сумма | 2006 |
| 1225                                                 | 90,1        | 57             | 64          | 13         | 1359  | 1359 |

| Этно-расовый состав (Этничность. Тема 2 — 3 : Постоянное население по этническому или культурному происхождению, 2006) |            |              |       |        |        |            |       |       |
| Белые ирландцы | Лухт-шулта | Другие белые | Негры | Азиаты | Другие | Не указано | сумма | 2006  |
| 1135 | 0          | 161          | 0     | 3      | 18     | 17         | 1334  | 1359  |
| Доля от всех отвечавших на вопрос, %                                                                                   |            |              |       |        |        |            |       |       |
| 85,1 | 0,0        | 12,1         | 0,0   | 0,2    | 1,3    | 1,3        | 100   | 98,21 |

1 — доля отвечавших на вопрос о языке от всего населения.
| Владение ирландским языком (Тема 3 — 1 : Число людей от 3 лет и старше по способности говорить по-ирландски, 2006) |      |            |       |       |
| Владеете ли Вы ирландским языком?                                                                                  |      |            |       |       |
| Да | Нет  | Не указано | сумма | 2006  |
| 466 | 788  | 26         | 1280  | 1359  |
| Доля от всех отвечавших на вопрос о языке, %                                                                       |      |            |       |       |
| 36,4 | 61,6 | 2,0        | 100   | 94,21 |

1 — доля отвечавших на вопрос о языке от всего населения.
| Использование ирландского языка (Тема 3 — 2 : Говорящие по-ирландски от 3 лет и старше по частоте использования ирландского языка, 2006) |                                                            |                                               |                                               |                                               |                                               |                                               |       |                                     |      |
| Как часто и где Вы говорите по-ирландски?                                                                                                |                                                            |                                               |                                               |                                               |                                               |                                               |       |                                     |      |
| ежедневно, только в образовательных учреждениях                                                                                          | ежедневно, как в образовательных учреждениях, так и вне их | в других местах (вне образовательной системы) | в других местах (вне образовательной системы) | в других местах (вне образовательной системы) | в других местах (вне образовательной системы) | в других местах (вне образовательной системы) | сумма | всего, отвечавших на вопрос о языке | 2006 |
| ежедневно, только в образовательных учреждениях                                                                                          | ежедневно, как в образовательных учреждениях, так и вне их | ежедневно                                     | каждую неделю                                 | реже                                          | никогда                                       | не указано                                    | сумма | всего, отвечавших на вопрос о языке | 2006 |
| 117 | 7                                                          | 6                                             | 28                                            | 175                                           | 127                                           | 6                                             | 466   | 1280                                | 1359 |
| Доля от всех отвечавших на вопрос о языке, %                                                                                             |                                                            |                                               |                                               |                                               |                                               |                                               |       |                                     |      |
| 9,1 | 0,5                                                        | 0,5                                           | 2,2                                           | 13,7                                          | 9,9                                           | 0,5                                           | 36,4  | 100                                 |      |

| Типы частных жилищ (Тема 6 — 1(a) : Число частных домовладений по типу размещения, 2006) |          |         |                 |            |       |      |
| Отдельный дом                                                                            | Квартира | Комната | Переносные дома | не указано | сумма | 2006 |
| 388                                                                                      | 37       | 0       | 6               | 5          | 436   | 1359 |